# Mesélő építész
A Mesélő építész, angol címén Talking Architect (hangul: 말하는 건축가, Malhanun koncshukka, RR: Malhaneun geonchukga) 2012-ben kiadott dokumentumfilm, az első, moziban bemutatott koreai nagydokumentumfilm. A filmet Csong Dzseun (Jeong Jae-eun) rendezte, Csong Gijong (Jeong Gi-yong) (1945–2011) építész munkásságát mutatja be.

## Történet
Csong Gijong (Jeong Gi-yong) a második generációs modern koreai építészetet képviselte, a film halála előtt nem sokkal készült. Bemutatja munkásságát, építészeti filozófiáját és küzdelmét a betegséggel.